# Gmina Jackson (hrabstwo Mahoning)
Gmina Jackson (ang. Jackson Township) – gmina w Stanach Zjednoczonych, w stanie Ohio, w hrabstwie Mahoning. W 2020 roku liczyła 2124 mieszkańców.